# Trau, schau, wem!
Trau, schau, wem! ist ein Walzer von Johann Strauss (Sohn) (op. 463). Das Werk entstand im Jahr 1895 und wurde am 15. Dezember des gleichen Jahres unter der Leitung von Eduard Strauß im Goldenen Saal des Wiener Musikvereins erstmals aufgeführt. Der Titel ist von dem entsprechenden Sprichwort entlehnt.

## Weblink
- Der Walzer Trau, schau, wem! auf der Naxos-Online-CD-Beschreibung (Memento vom 13. Januar 2020 im Internet Archive)

## Einzelnachweis
1. ↑  Quelle: Englische Version des Booklets (Seite 90) der 52 CDs umfassenden Gesamtausgabe der Orchesterwerke von Johann Strauß (Sohn), Hrsg. Naxos (Label). Das Werk ist als zehnter Titel auf der 33. CD zu hören.